# Hamra Zairovna Tairova
Hamra Zairovna Tairova (ryska: Хамра Заировна Таирова, Chamra Zairovna Tairova), född 1912, var en sovjetisk-tadzjikisk politiker (kommunist).
Hon var i perioder 1935–1971 biträdande chef och chef för avdelningen för centralkommittén för Tadzjikistans kommunistiska parti, minister för stads- och landsbygdsbyggnad, minister av byggandet av Tadzjikiska SSR, ordförande för den statliga planeringskommissionen för Tadzjikiska SSR och ordförande för Tadzjikiska föreningen för vänskap med främmande länder.